# Мала Мушерань
Мала Мушера́нь (рос. Малая Мушерань, марій. Кугу Маршан) — присілок у складі Моркинського району Марій Ел, Росія. Входить до складу Себеусадського сільського поселення.
Стара назва — Малі Мушерани.

## Населення
Населення — 86 осіб (2010; 107 у 2002).
Національний склад (станом на 2002 рік):
- марі — 100 %